# Manu Dibango
Manu Dibango, Emmanuel N'Djoké Dibango (Douala, 1933. december 12. – 2020. március 24.) kameruni dzsesszzenész, szaxofon- és vibrafon-játékos, zenekarvezető, zeneszerző. A fúziós dzsessz egyik kiemelkedő képviselője.
Bendzsót akartam, de a mandolin olcsóbb volt és hasonlított az alakja, így apám inkább azt vett nekem.
De az első hangszer, amin megtanultam játszani még ez előtt, egy afrikai síp volt. És zongorázni rendesen, zeneiskolában tanultam.

## Életpályája
Tizenöt éves korában szülei Párizsba küldték zenei képzésre. Előbb zongorázni tanult, majd egy kölcsönkapott szaxofonon kezdett el játszani, ami zenei fejlődésében aztán meghatározóvá vált.
1957-ben Brüsszelben telepedett le, ahol az akkoriban híres kongói rumba-együttes, Joseph Kabasele zenekarának a tagja lett. Két évi afrikai turné hatására zeneileg hazatalált: makossát kezdett játszani. (A makossa egy gyors tempójú városi tánc Kamerunban.)
Ennek eredményeképpen született meg 1972-ben a Soul Makossa című világsikerű hanglemez, amely a kameruni forrásokon túl más afrikai országok népszerű zenei stílusaiból is merít. A címadó dal állítólag a kozmopolita afrikaiak himnuszává vált. 
Manu Dibango többször járt Magyarországon is. A COVID–19-koronavírus-járvány áldozataként halt meg.

## Diszkográfia
- Soul Makossa (1972)
- O Boso (1973)
- Makossa Man (1974)
- Makossa Music (1975)
- Manu 76 (1976)
- Super Kumba (1976)
- A l'Olympia (1978)
- Afrovision (1978)
- Sun Explosion (1978)
- Gone Clear (1980)
- Waka Juju (1982)
- Mboa (1982)
- Ambassador (1981)
- Electric Africa (1985)
- Afrijazzy (1986)
- Deliverance (1989)
- Happy Feeling (1989)
- Rasta Souvenir (1989)
- Polysonik (1992)
- Live '91 (1994)
- Wakafrika (1994)
- CubAfrica  (1998)
- Mboa' Su – Kamer Feelin' (1999)
- Collection Legende (1999)
- Anthology (2000) (compilation)
- The Very Best Of Manu Dibango: Afrosouljazz From The Original Makossa Man (2000) (compilation)
- Kamer Feelin' (2001)
- B Sides (2002)
- Dance With Manu Dibango (2002)
- Africadelic: The Very Best Of Manu Dibango (2003) (compilation)
- From Africa (2003) Blue Moon
- Lion of Africa (2007) – live album including bonus DVD
- African Woodoo (2008) from tracks recorded between 1971 and 1975 for cinema, TV, and advertising.
- Choc'n'Soul (2010) features Sly and Robbie
- Afro Funk (2010)
- Afro Soul Machine (2011) (compilation)
- Past Present Future (2011) features "Soul Makossa 2.0" with vocals performed by Wayne Beckford
- Ballad Emotion (2011) (mostly jazz standards)
- Africa Boogie (2013)
- Aloko Party (2013)
- Lagos Go Slow (2013)
- Balade En Saxo (2013)

## Külső hivatkozások
- Hivatalos weboldal
- Sziget fesztivál, videó
- Interjú, magyar